# Douglas Brose
Douglas Santos Brose (Cruz Alta, 11 de dezembro de 1985) é um carateca brasileiro, considerado por muitos o maior carateca brasileiro de todos os tempos. Ele é três vezes medalhista de ouro na prova de kumite até 60 kg no Campeonato Mundial de Karatê. Ele também conquistou a medalha de ouro nos Jogos Mundiais de 2009, nos Jogos Pan-Americanos de 2015, além de ser oito vezes campeão do Campeonato Pan-Americano de Karatê.
Douglas é terceiro sargento do Exército Brasileiro
Para Edgar Ferraz, ex-presidente da CBK, Douglas Brose é "o maior medalhista e principal atleta do karatê brasileiro de todos os tempos".

## Trajetória esportiva
Bloodsport, Fist of Fury e The Way of the Dragon foram alguns dos filmes que inspiraram Douglas Brose a aprender e treinar uma arte marcial. Aos oito anos, escolheu o caratê.
Sua primeira medalha importante foi obtida nos Jogos Pan-Americanos de 2007, quando conquistou a medalha de bronze. Nesta época também foi bicampeão sul-americano e tricampeão brasileiro.
No Campeonato Mundial de Karatê de 2008 ele conquistou sua primeira medalha em Campeonatos Mundiais, um bronze.
Nos Jogos Mundiais de 2009, realizado em Taiwan, Brose conquistou a medalha de ouro, seu melhor desempenho na história da competição.
No Campeonato Mundial de Karatê de 2010 realizado em Belgrado, na Sérvia, ele conquistou o ouro pela primeira vez, tornando-se campeão mundial.
Nos Jogos Pan-Americanos de 2011, conquistou novamente a medalha de bronze.
Em 2012 conquistou sua terceira medalha no Campeonato Mundial, agora de prata, no Campeonato Mundial de Karatê de 2012.
Nos Jogos Mundiais de 2013, realizados em Cali, na Colômbia, conquistou a medalha de prata na prova de kumite masculino até 60kg.
Nos Jogos Mundiais de Combate de 2013 realizados na Rússia, Brose ganhou a medalha de bronze.
Brose tornou-se bicampeão mundial no Campeonato Mundial de Karatê de 2014 em Bremen.
Nos Jogos Pan-Americanos de 2015, Brose ganhou ouro no caratê, seu melhor desempenho na história dos Jogos Pan-Americanos.
Nos Jogos Pan-Americanos de 2019, Brose conquistou a medalha de prata.
Brose conquistou a medalha de ouro no Campeonato Mundial de Karatê de 2021 realizado em Dubai, Emirados Árabes Unidos. Com isso, sagrou-se tricampeão mundial. Foi a quinta medalha de Brose no campeonato mundial. O brasileiro conquistou ouro em 2010 e 2014, prata em 2012 e bronze em 2008.

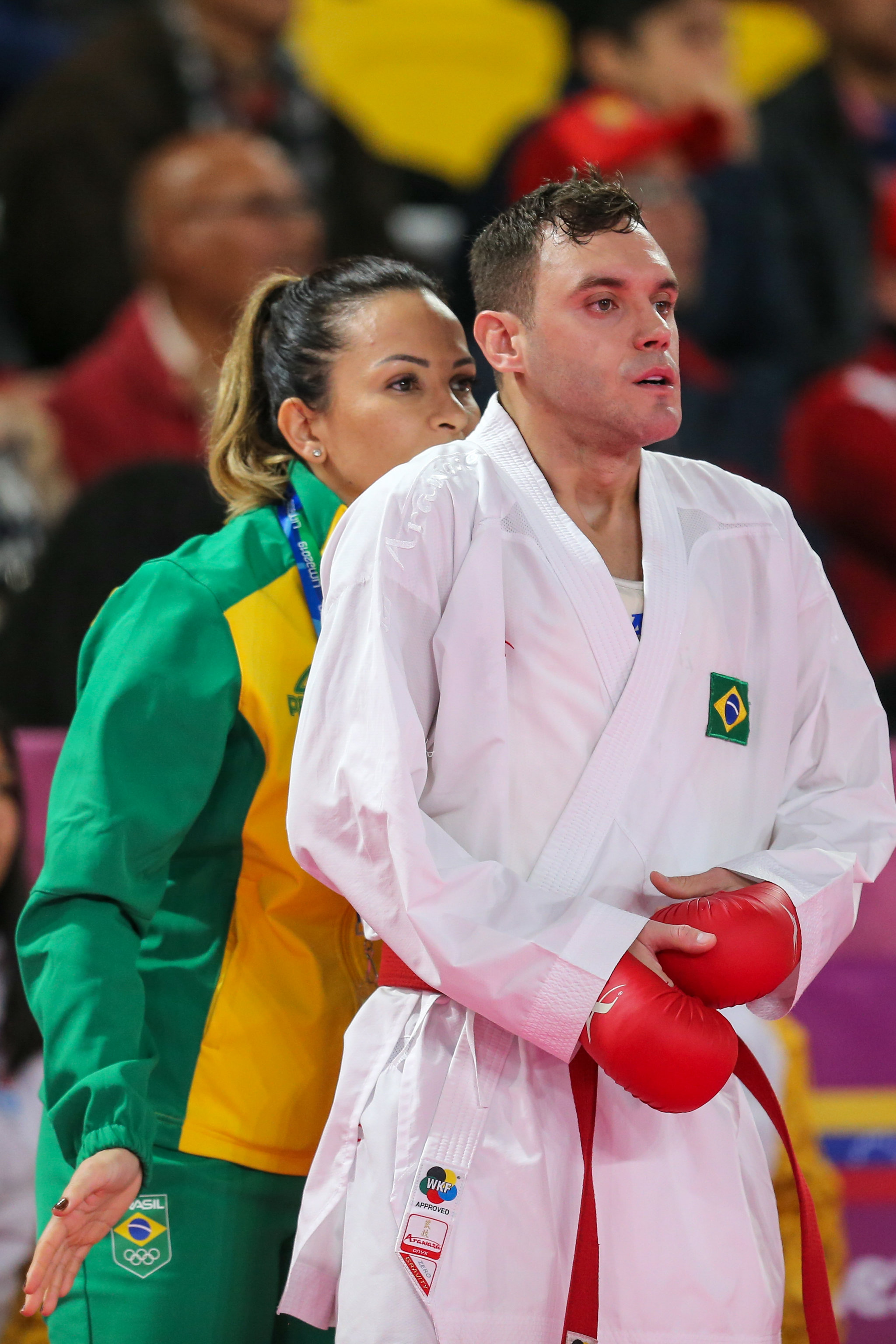
Lucélia e Douglas Brose durante as eliminatórias da categoria - 60 kg do caratê nos Jogos Pan-Americanos Lima 2019.

A inclusão do caratê nos Jogos Olímpicos de 2020 não incluiu a categoria até 60 kg (também não incluiu a categoria acima de 84 kg). Iniciou o ciclo de pontuação para se classificar aos jogos olímpicos prejudicado por uma lesão ocorrida nos Jogos Sul-Americanos de 2018 na Bolívia, na qual teve que operar o pé. Teve que disputar uma das nove vagas disponíveis na categoria até 67 kg. O Brasileiro Vinícius Figueira, brasileiro vice campeão mundial desta categoria, foi o melhor classificado.
Brose conquistou seu sétimo título no Campeonato Pan-Americano de Karatê em 2021, em Punta del Este. Antes, já havia sido campeão em Guadalajara 2011, Lima 2014, Toronto 2015, Rio 2016, Curaçao 2017 e Panamá 2019.
Brose obteve seu oitavo título no Campeonato Pan-Americano de Karatê em 2022, em Curaçao.
Brose conquistou a medalha de prata no kumite masculino 60 kg nos Jogos Mundiais de 2022 realizados em Birmingham, Estados Unidos. Foi sua terceira medalha na história da competição, encerrando a carreira com 1 ouro e 2 pratas.
Aos 37 anos, disputou as últimas lutas da carreira nos Jogos Pan-Americanos de 2023 em Santiago e se despediu após conquistar a medalha de bronze. Foi sua quinta medalha no Pans: obteve ouro em Toronto-2015, prata em Lima-2019 e bronze no Rio-2007 e Guadalajara-2011. 

## Vida pessoal
É casado desde 2010 com a também carateca Lucélia Ribeiro, tetracampeã pan-americana e técnica da seleção brasileira, com quem teve o primeiro filho.
Graduou-se em Educação Física e Esportes pela UNISUL em 2010 e é faixa preta de Karatê 1º Dan pela Federação Mundial de Caratê.
É diretor executivo na empresa de produtos esportivos Arawaza no Brasil.
Atualmente mora em Florianópolis, em Santa Catarina.